# Loch of Swannay
Loch of Swannay är en sjö i Storbritannien.   Den ligger i kommunen Orkneyöarna och riksdelen Skottland, i den norra delen av landet, 900 km norr om huvudstaden London. Loch of Swannay ligger 46 meter över havet. Den ligger på ön Orkney Islands. Trakten runt Loch of Swannay består i huvudsak av gräsmarker.